# زلب
شهر زلب (به آلمانی: Selb) در ایالت بایرن در کشور آلمان واقع شده‌است.